# Pedro Romero de Terreros
Pedro Romero de Terreros, I conde de Regla (Cortegana, España, 28 de junio de 1710-Huasca, virreinato de Nueva España, 28 de noviembre de 1781) fue un noble y hombre de negocios español afincado en el virreinato de la Nueva España, que se dedicó a la explotación de minas y de haciendas, así como a actividades filantrópicas y de patrocinio. Se cree que fue uno de los hombres más ricos del mundo de su tiempo.

## Biografía
Pedro Romero de Terreros nació el 28 de junio de 1710 en la localidad andaluza de Cortegana. Fue bautizado en la Iglesia del Divino Salvador de este pueblo.
Fue el quinto hijo del matrimonio de medianos propietarios formado por José Felipe Romero González Vázquez y Ana Gómez de Terreros, llamada también en algunos documentos como Ana Vázquez de Terreros. Uno de sus antepasados, Pedro de Terreros, acompañó a Cristóbal Colón en sus cuatro viajes a América.
Consta que en 1716 Cortegana era un pueblo de 250 habitantes dedicados a la agricultura y a la ganadería.
Como Pedro demostró buenas capacidades intelectuales sus padres quisieron que fuese sacerdote.
Juan Vázquez de Terreros, tío materno de Pedro, se había instalado en Santiago de Querétaro hacia 1708 y se había convertido en un notable minero y comerciante de diversos productos, entre los que estaban lanas y paños. Tuvo cuatro hijas y un hijo. Era miembro de doce cofradías de la ciudad y tras quedar viudo se había hecho jesuita. Juan cayó enfermo y, como su hijo varón era demasiado joven, trajo a América para ayudar en sus negocios a su sobrino y ahijado Francisco Romero de Terreros, hermano de Pedro Romero de Terreros. También mandó llamar a Alonso Giraldo de Terreros, hijo de Isabel Vázquez de Terreros, pero este se hizo fraile franciscano en 1721.
Francisco Romero de Terreros no fue capaz de hacerse cargo de los negocios de su tío Juan Vázquez de Terreros en solitario. Por esto, Juan mandó llamar también a su sobrino Pedro Romero de Terreros. Este interrumpió sus estudios en Salamanca y partió en una fragata de tercera clase llamada Nuestra Señora de Regla, llegando a América en 1729. Encontrándose en el océano Atlántico, entre los archipiélagos de las Azores y Madeira, una tormenta estuvo a punto de hacer naufragar el barco. Pedro puso su vida en manos de la Virgen de Regla, una advocación venerada en un santuario de Chipiona que daba nombre a la fragata, quedando muy agradecido. Más tarde, escogería el nombre de Regla para su título nobiliario.
En 1730 Juan Vázquez encargó a Pedro Romero que enviase a Cortegana unos objetos de 140 kilos de plata labrada: una custodia para la Iglesia del Salvador y dos lámparas y dos blasones para la Capilla de Nuestra Señora de la Piedad del castillo del pueblo. Estos objetos fueron embarcados por Pedro en Veracruz en las bodegas de la nao Potencia del Santo Cristo de San Román y fueron recogidos en la península por José Felipe Romero, llegando a Cortegana el 22 de octubre de 1731.
En 1733 Juan Vázquez nombró a su sobrino Pedro Romero ejecutor testamentario de la fundación de una capellanía para la Virgen de la Soledad de Cortegana con una dotación de 4 000 pesos.
Superada la enfermedad de Juan Vázquez, Pedro Romero de Terreros contó con ayuda económica de su tío para establecer nuevos negocios por su cuenta.
En 1735 murió Juan Vázquez, habiendo dejado dispuesto que su sobrino Pedro enviase otro conjunto de objetos litúrgicos de plata y piezas de plata con las que realizar seis varales a Cortegana. Pedro embarcó estos bienes en el navío Nuestra Señora de Belén y san Luis en Veracruz y llegaron a la península en agosto de 1737.
Muerto Francisco Romero en Veracruz, Pedro Romero quedó como único gestor de todos los bienes de su tío.
Pedro Romero desempeñó los cargos de regidor en 1739, alcalde ordinario en 1742, alférez real y alguacil mayor en Santiago de Querétaro. Desde la política se encargó de apoyar la institución benéfica de San José de Gracia, que había sido fundada en 1624.
José Alejandro Bustamante Bustillo, vecino de la Ciudad de México, era dueño de las minas de Real del Monte, en la jurisdicción de Pachuca, que tenían escaso éxito. Se estaba trabajando en las vetas Vizcaína y Santa Brígida. Pedro Romero empezó a colaborar con él en 1741 e intentó reflotar ese negocio minero. En 1743 ambos formaron una sociedad para repartirse los beneficios. Pedro especificó que la quinta parte de sus ganancias irían para fundar en la Ciudad de México un monte de piedad, una casa de huérfanos y un hospicio de pobres. Si alcanzaban los fondos, fundaría dos instituciones semejantes en Santiago de Querétaro y Pachuca.
El negocio minero empezó a ir muy bien y José Alejandro Bustamante, agradecido por el apoyo brindado, nombró a Pedro Romero su heredero universal. En 1750 José Alejandro Bustamante murió y el negocio minero quedó por completo en manos de Pedro Romero.

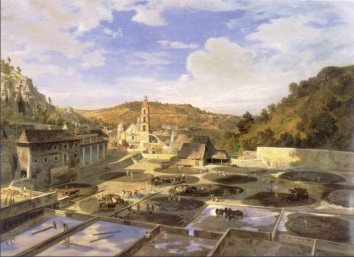
Patio de la Hacienda de Regla de Eugenio Landesio.

Después de 1750 Pedro Romero dejó sus negocios de Santiago de Querétaro en manos de su pariente Pedro de Ochoa y pasó a vivir entre Ciudad de México, Real del Monte y Pachuca.
En la veta Vizcaína había 900 familias de trabajadores. La explotación de la veta Vizcaína, la veta Bonanza y otras de menor calado convirtieron a Pedro Romero en un hombre muy rico. Para procesar la plata Pedro Romero adquirió ocho haciendas, conocidas conjuntamente como Haciendas de Regla, de las cuales la Hacienda de Santa María de Regla era una de las más productivas del Nuevo Mundo.
En atención a los grandes servicios prestados a la Corona española, Fernando VI le dispensó de probar su limpieza de sangre para la obtención del hábito de la Orden de Calatrava, que le fue impuesto el 12 de diciembre de 1753 en el Convento de San Francisco de Santiago de Querétaro.
En 1756 se casó en la Ciudad de México con María Antonia Micaela de Trebuesto y Dávalos Bracamonte, de veintidós años de edad, hija de una de las familias más distinguidas de la Nueva España, los condes de Miravalle, descendientes del emperador Moctezuma II. La dote aportada por Pedro Romero fue de 100 000 pesos, incluyendo en esta joyas de gran valor.
El matrimonio se instaló en una mansión barroca conocida como Casa de la Plata, en el actual número 59 de la calle de la República de El Salvador de Ciudad de México. El inmueble estaba decorado con muchos objetos de plata.
En 1576 Fernando VI aprobó una misión a entorno del río San Sabá de Texas para evangelizar a los apaches. Se estableció una fortaleza en el lugar el 1757 con el nombre de San Luis de las Amarillas (por el virrey marqués de las Amarillas). Pedro Romero donó una importante cantidad al proyecto y mandó como encargado de la misión a su primo fray Alonso Giraldo de Terreros, que en 1758 murió asesinado por los nativos.
Por patriotismo, donó 8 millones de reales a las arcas públicas cuando era virrey Carlos Francisco de Croix (1768-1771) y 16 millones de reales en tiempos del virrey Antonio María de Bucareli y Ursúa (1771-1779).
Pedro Romero intentó cerrar las tabernas para evitar que los trabajadores faltasen a trabajar por el malestar de haber consumido alcohol. Esto no fue posible porque protestaron los estanqueros del pulque.
Pedro Romero quiso prohibir que los trabajadores de las minas se llevasen el "partido". Esto era una parte del mineral que lograban extraer una vez cumplido el tequio, es decir, la labor por la cual recibían honorarios. También había falta de velas y pólvora en las minas y los trabajadores tenían que comprarla por su cuenta. Los trabajadores de Real del Monte se quejaron varias veces y el 15 de agosto de 1766 lapidaron al alcalde mayor y al capataz. Luego fueron a la cárcel, donde liberaron a 300 o 400 prisioneros y tiraron piedras a la casa de Pedro Romero en Pachuca.
Francisco Xavier de Gamboa, alcalde de corte de la Real Audiencia, se presentó acompañado de militares, escuchó a mineros, operarios y administradores y dictó unas ordenanzas exclusivas para Real del Monte, apresó a algunos cabecillas y logró, en apariencia, restablecer el orden. En esas ordenanzas se conservaban los partidos. José Antonio de Areche, fiscal del rey, José de Gálvez, visitador del reino, y Pedro José de Leos, alcalde mayor de Tulancingo, hicieron informes que culpaban a los partidos de ser la ruina de la minería.
El 21 de septiembre de 1766, cuando el administrador de una mina de Pedro Romero llamó la atención a uno de sus operarios por un robo y por faltarle al respeto hubo un nuevo disturbio que acabó con la vida del administrador y sus ayudantes. En octubre del mismo año hubo otro motín, cuando Pedro Romero nombró a un capitán de cuadrilla que no era el que querían los operarios. El 4 de noviembre unos doscientos operarios se amotinaron porque se habían nombrado recogedores distintos a los que ellos querían. El 22 de diciembre los operarios apedrearon a los recogedores y al alguacil. Los disturbios continuaron hasta febrero de 1767.
En 1771 José de Gálvez redactó unas ordenanzas para Pachuca y Real del Monte, pero los partidos siguieron existiendo porque el virrey Carlos Francisco de Croix dejó las ordenanzas de Gamboa.
El asunto llegó al Consejo de Indias y, en 1773, se expidió una real orden para que los mineros se asociasen en gremios. En 1776 se aprobó que la minería mexicana contase con ordenanzas, una formación del cuerpo de mineros, un tribunal privativo, un banco y una escuela para peritos. El Tribunal de Minería, presidido por Joaquín Velázquez de León, fue el encargado de redactar unas ordenanzas para el sector que fueron presentadas al virrey Antonio María de Bucareli y Ursúa en 1778. Estas ordenanzas fueron aprobadas, con algunas reformas, en 1783.
En lo que respecta a la esclavitud, el número de esclavos usados en la minería hispana del siglo XVIII era muy pequeño en proporción al de los trabajadores remunerados.
La esposa de Pedro Romero murió en 1766 tras haberle dado ocho hijos.
Carlos III concedió nombrarle conde de Regla el 12 de septiembre de 1768 y le otorgó el título oficialmente por Real Cédula del 7 de diciembre del mismo año. En agradecimiento, Pedro Romero quiso construir un camino de plata entre la ciudad portuaria de Veracruz y Pachuca para que el monarca pudiera visitar sus minas pisando solamente plata mexicana. Esto generó descontento en el pueblo, que no quería desperdiciar esa cantidad de plata. En cualquier caso, Carlos III jamás pisó territorio americano.

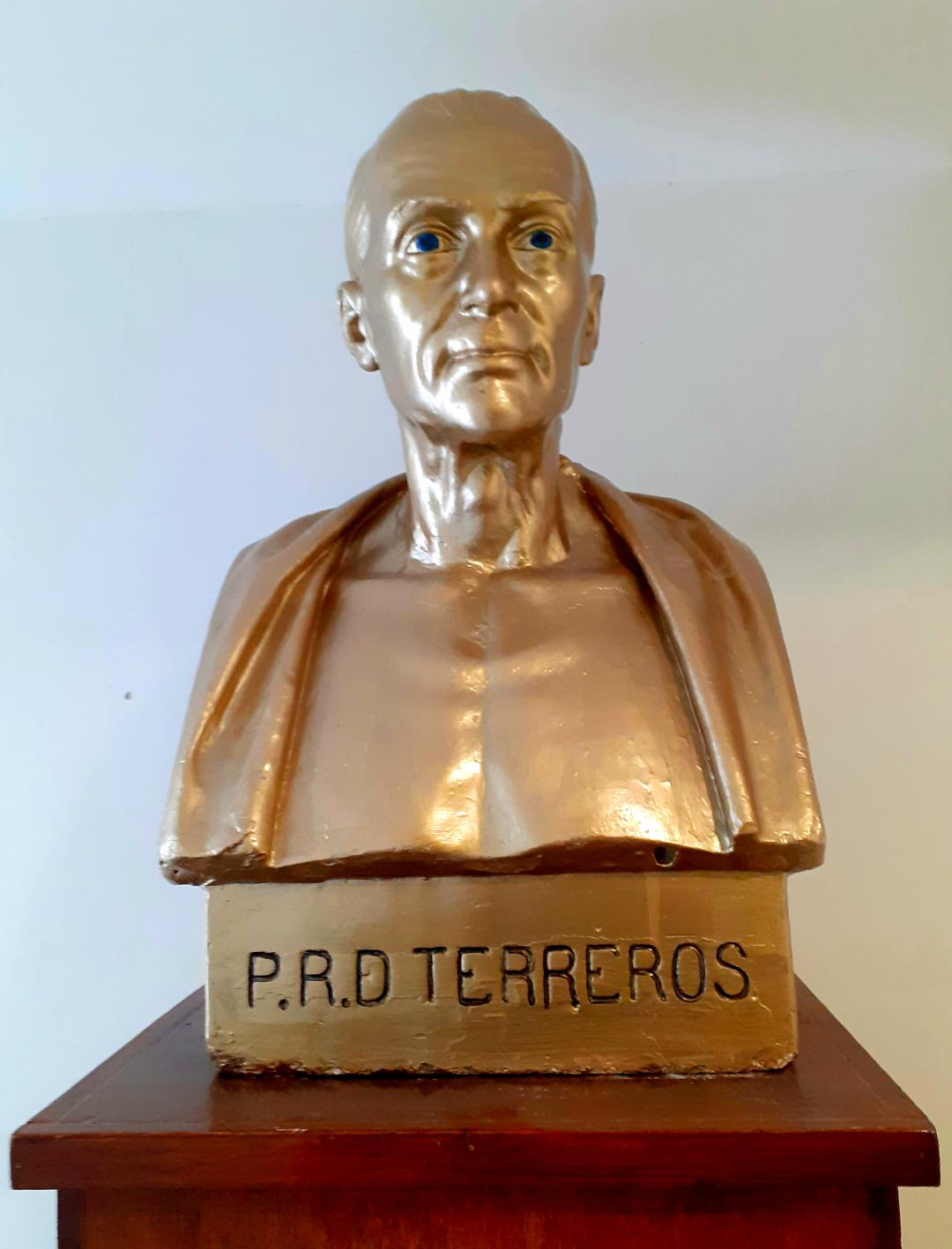
Busto de don Pedro Romero de Terreros, ubicado en la sucursal Xochimilco del Nacional Monte de Piedad, Ciudad de México, 2021.

Entre las numerosas donaciones que realizó, se destacaron los 91 023 pesos que dio al Colegio Apostólico de la Santa Cruz de Santiago de Querétaro, los 100 000 pesos que donó al Colegio Apostólico Propaganda Fide de los franciscanos en Pachuca y los 41 933 pesos que entregó al Colegio de San Fernando de Ciudad de México. También contribuyó con los hospicios para pobres en Pachuca y México. Dio importantes cantidades para la construcción del Convento de Guadalupe en Zacatecas. Dio una importante dote a Antonio de Jesús Sacedón cuando lo hicieron primer obispo de Linares. Aportó 18 000 pesos para la construcción del convento de capuchinas en el Santuario de Guadalupe. Por entregar importantes cantidades al monasterio de franciscanos descalzos de Pachuca fue nombrado en 1771 síndico y patrono perpetuo del mismo.
En 1773 entró a formar parte de la Real Sociedad Bascongada de Amigos del País de Ciudad de México, lo que le puso en contacto con publicaciones y personajes ilustrados.
El 25 de febrero de 1775 fundó el Sacro Real del Monte de Piedad de Ánimas en el edificio del antiguo Colegio de San Pedro y San Pablo, que había sido de los jesuitas, en el centro de la Ciudad de México. Dotó a la institución de 300 000 pesos de oro. Este es el precedente del actual Nacional Monte de Piedad mexicano.
En 1776 ofreció regalar a la Corona española un barco de guerra de caoba de tres puertas y 80 cañones con el nombre de Nuestra Señora de Regla. El barco fue construido en La Habana con proyecto de José Joaquín Romero y Fernández de Landa y finalmente contó con 112 cañones. Fue terminado en 1786 y prestó servicio en la Armada española hasta 1811.
Pedro Romero regaló también a la Armada un buque con las alcobas decoradas con piedras preciosas y cristales lujosos en las ventanas.
Murió de pulmonía el 28 de noviembre de 1781 en su hacienda de San Miguel Regla, en la localidad de Huasca. La última confesión, la última comunión y la extrema unión le fueron administradas por fray José Ruiz de Villafranca y Cárdenas, guardián del Colegio Apostólico Propaganda Fide de Pachuca. Cuando murió se encontraba acompañado de cuatro hijas que vivían por entonces, ya que los dos varones se encontraban estudiando en Madrid. Fue amortajado con el hábito franciscano por su sobrino Antonio Romero de Terreros. El 29 de noviembre, tras una misa, fue enterrado en el presbiterio de la iglesia del Colegio Apostólico de Pachuca.
El 28 de mayo de 1782 se celebraron exequias fúnebres en su honor en la iglesia del Colegio Apostólico de Pachuca, que fueron descritas por fray Villafranca en su obra Llanto de la religión derramado en la muerte del señor don Pedro Romero de Terreros, impresa en México por Felipe de Zúñiga y Ontiveros en 1782. La iglesia del colegio estaba presidida por un enorme túmulo funerario con lienzos con alegorías de las principales obras de su vida: Misión evangelizadora del río San Sabá en Texas, Reedificación, ampliación y ornato de los colegios apostólicos franciscanos de Querétaro, México y Pachuca, La fundación del Real Monte de Piedad de México y La donación al rey del galeón Santa María de Regla.

## Descendencia
Del matrimonio de Pedro Romero de Terreros con María Antonia Micaela de Trebuesto y Dávalos Bracamonte nacieron ocho hijos:
- María Micaela Gregoria[36]
- Juana María Ignacia Josefa[36]
- María Antonia Manuela Josefa Micaela Silveria[36]
- María Ignacia Josefa Cerefina[36]
- Pedro Ramón Mariano José Francisco Miguel,[36] II conde de Regla[37]
- Francisco Javier María Ciriaco Miguel,[36] I marqués de San Francisco[37]
- María Dolores Josefa Gertrudis[36]
- José María Antonio, I marqués de San Cristóbal[36]